# Psenopsis
Psenopsis là một chi cá trong họ Centrolophidae, bao gồm các loài cá bản địa Ấn Độ Dương và tây Thái Bình Dương.

## Các loài
Có 06 loài được ghi nhận trong chi này:
- Psenopsis anomala (Temminck & Schlegel, 1844) Cá chim gai.
- Psenopsis cyanea (Alcock, 1890)
- Psenopsis humerosa Munro, 1958
- Psenopsis intermedia Piotrovsky, 1987
- Psenopsis obscura Haedrich, 1967
- Psenopsis shojimai Ochiai & K. Mori, 1965